# Pavel Kohout
Pavel Kohout (født 20. juli 1928) er en tjekkisk forfatter, der blandt andet er kendt for sin deltagelse i foråret i Prag i 1968 samt medunderskriver af Charter 77.
Pavel Kohout var aktivt medlem af det tjekkoslovakiske kommunistparti, men i 1960'erne tilsluttede han sig reformbevægelsen, og efter Prag-forårets nederlag måtte han leve som dissident, indtil han emmigrerede til Østrig. Efter kommunismens fald har han delt sin tid mellem ophold i Wien og Prag. Han har også efterfølgende været aktiv i kulturdebatten og har blandt andet aktivt støttet Danmark under Muhammed-krisen i 2006. 
Under hele forløbet har Kohout skrevet såvel digte som romaner og teaterstykker. Da han gik imod kommunistpartiets linje, blev han bandlyst fra at arbejde med de officielle teatre, og han tog initiativ til at stifte et "dagligstueteater", der kunne opføre teaterstykker, som William Shakespeares Macbeth, i private hjem.